# 山本優
山本 優（やまもと ゆう、本名：山本 優（まさる）、1946年12月24日 - 2018年11月25日）は、新潟県新潟市出身の日本の脚本家、作詞家である。法政大学中退。

## 概要
1973年頃、プロの脚本家としてデビュー。1970年代は、タツノコプロ、日本アニメーション、葦プロダクションのテレビアニメ作品の脚本を多く手掛けた。
1980年代前半には、国際映画社作品の脚本・シリーズ構成・ストーリー原案を多く担当。脚本家としての代表作は『J9シリーズ』で、原案者・メインライターとしてシリーズ3作の中軸を担った他、主題歌や挿入歌の作詞も多数手掛けている。
『ジャングル黒べえ』、『オバケのQ太郎』や『パーマン』など、藤子不二雄原作作品への参加が多い脚本家としても有名。
2010年、『京都黄金池殺人事件』を発表し、ミステリー作家としてもデビューした。
2018年11月25日、死去。71歳没。同月29日に訃報が公表された。

## 主な参加作品

### アニメ
- ど根性ガエル（脚本）
- ジャングル黒べえ（脚本）
- ゼロテスター（脚本）
- 破裏拳ポリマー（脚本）
- はじめ人間ギャートルズ（脚本）
- タイムボカン（脚本）
- 大空魔竜ガイキング（脚本）
- ゴワッパー5 ゴーダム（脚本）
- ブロッカー軍団IVマシーンブラスター（脚本・OP作詞）
- ポールのミラクル大作戦（脚本）
- ヤッターマン（脚本）
- ジェッターマルス（脚本）
- 超合体魔術ロボ ギンガイザー（脚本）
- 一発貫太くん（脚本）
- とびだせ!マシーン飛竜（脚本）
- 女王陛下のプティアンジェ（脚本・構成）
- 魔女っ子チックル（脚本）
- 科学忍者隊ガッチャマンII（脚本）
- ゼンダマン（脚本）
- くじらのホセフィーナ（脚本・脚色構成）
- 機動戦士ガンダム（脚本）
- 闘士ゴーディアン（脚本・シリーズ構成）
- 科学忍者隊ガッチャマンF（脚本）
- ずっこけナイトドンデラマンチャ（脚本）
- タイムパトロール隊オタスケマン（脚本）
- とんでも戦士ムテキング（脚本）
- めちゃっこドタコン（脚本・構成・監修・OP/ED作詞）
- ヤットデタマン　（脚本）
- 忍者ハットリくん（脚本）
- ダッシュ勝平（脚本）
- 銀河旋風ブライガー（脚本・シリーズ構成・挿入歌作詞）
- うる星やつら（脚本・シリーズ構成）
- 逆転イッパツマン（脚本）
- おちゃめ神物語コロコロポロン（脚本・シリーズ構成・ED作詞）
- 魔境伝説アクロバンチ（原案・脚本・シリーズ構成・OP/ED作詞）
- 銀河烈風バクシンガー（原案・脚本・構成・OP/ED作詞・挿入歌作詞）
- 亜空大作戦スラングル（原案・脚本・構成・OP/ED（第1期）作詞）
- パーマン〈新〉 （脚本）
- ななこSOS（脚本・シリーズ構成）
- 銀河疾風サスライガー（原案・脚本・構成・OP/ED作詞・挿入歌作詞）
- 宗谷物語（脚本・シリーズ構成）
- チックンタックン（脚本・シリーズ構成）
- オバケのQ太郎〈新〉（脚本）
- 六三四の剣（脚本・シリーズ構成）
- ロボタン〈新〉（脚本）
- Bugってハニー（脚本）[2]
- あんみつ姫（脚本）
- いきなりダゴン（脚本）
- ハーイあっこです（脚本・シリーズ構成）
- ビリ犬（脚本）
- チンプイ（脚本）
- 冒険してもいい頃(脚本)
- 21エモン（脚本）
- あしたへフリーキック（原案・脚本・シリーズ構成）
- サムライダー（脚本）
- へろへろくん（脚本・シリーズ構成）
- 仰天人間バトシーラー（脚本・シリーズ構成）
- サイボーグクロちゃん（脚本・シリーズ構成）[3]
- しましまとらのしまじろう  （脚本）
- 難波金融伝・ミナミの帝王（脚本）

### 特撮
- 行け! 牛若小太郎（脚本）
- 超電子バイオマン（脚本）
- ウルトラマンティガ外伝 古代に蘇る巨人（脚本）
- ウルトラマンコスモス（脚本）

## 参加企画
- 銀河神風ジンライガー - 2014年に企画が発表され、2016年公開を目指していた作品。J9シリーズを意識[4]し、水滸伝をモチーフとした[5]。

## 著書
- 銀河旋風ブライガー ソノラマ文庫 1984年9月 - 小松原一男と共著
- 小説タイムボカン―ヤッターマン・オタスケマン・逆転イッパツマン エニックス文庫 1989年12月
- 京都黄金池殺人事件 講談社文庫 2010年1月15日
- 京都北山杉殺人事件 廣済堂文庫 2010年9月16日